# Great Habton
Great Habton – wieś w Anglii, w North Yorkshire. Leży 5,6 km od miasta Malton, 29,1 km od miasta York i 300,8 km od Londynu. W 1961 roku civil parish liczyła 103 mieszkańców.